# Grimmia muehlenbeckii
Grimmia muehlenbeckii là một loài Rêu trong họ Grimmiaceae. Loài này được Schimp. mô tả khoa học đầu tiên năm 1860.